# Zespół Szkół Samochodowych im. gen. Józefa Bema w Toruniu
Zespół Szkół Samochodowych im. gen. Józefa Bema w Toruniu – zespół szkół ponadpodstawowych znajdujący się przy ul. Grunwaldzkiej 25b w Toruniu.

## Historia
Szkołę powołano do istnienia w 1949 roku jako Liceum Drogowe Centralnego Urzędu Szkolenia Zawodowego. Mieściło się ono przy ulicy Zjednoczenia 19/25. W 1953 szkoła ta zmieniła nazwę na Technikum Drogowe, a w 1955 roku na Technikum Samochodowe. W 1961 roku technikum przeniosło się do budynku przy ul. św. Józefa 23/35, należącego wcześniej do oo. Redemptorystów. W 1967 roku oddano do użytku warsztaty szkolne i budynek internatu (który funkcjonował do 1999 roku). W 1968 roku rozpoczęła działalność Zasadnicza Szkoła Samochodowa, w 1970 roku także Technikum Samochodowe o trzyletnim cyklu kształcenia. W 1974 roku szkołę przekształcono w Zespół Szkół Samochodowych. Rok później powstało nowe Technikum Samochodowe (szerokoprofilowe), z pięcioletnim cyklem nauczania. W 1986 roku zespołowi szkół nadano imię generała Józefa Bema.
W 1991 roku wmurowano akt erekcyjny pod budowę nowej szkoły przy ulicy Grunwaldzkiej 25b. W 1998 roku oficjalnie otworzono nowy gmach Zespołu Szkół Samochodowych. W 2002 roku Trzyletnią Zasadniczą Szkołę Samochodową przekształcono w ponadgimnazjalną zasadniczą szkołę samochodową o nazwie Zasadnicza Szkoła Zawodowa Nr 7, a Pięcioletnie Technikum Samochodowe w ponadgimnazjalne czteroletnie technikum samochodowe o nazwie Technikum Nr 7. Dwa lata później trzyletnie Technikum Samochodowe przekształcono w szkołę ponadgimnazjalną dla absolwentów szkół zasadniczych pod nazwą Technikum Uzupełniające Nr 7.
W zespole szkół mieści się Szkolne Muzeum Motoryzacji. W muzeum zgromadzono około sto jednośladów i dziesięć samochodów.

## Kierunki kształcenia
- Technikum: technik pojazdów samochodowych, technik pojazdów samochodowych – klasa strażacka, technik pojazdów samochodowych – klasa mundurowa, technik mechanik, technik transportu drogowego, technik spawalnictwa[3].
- Szkoła branżowa I stopnia: mechanik pojazdów samochodowych, kierowca mechanik, elektromechanik pojazdów samochodowych, blacharz samochodowy, lakiernik samochodowy[4].

## Znani absolwenci
- Adrian Miedziński – żużlowiec[5]